# St Tudy
St Tudy – wieś w Anglii, w Kornwalii. Leży 75 km na północny wschód od miasta Penzance i 340 km na zachód od Londynu.